# Prvenstvo Anglije 1878
Prvenstvo Anglije 1878 v tenisu.

## Moški posamično
Frank Hadow :  Spencer Gore, 7-5 6-1 9-7